# Norilsk
Norilsk (russisk: Норильск, tr. Norilsk) er en by i Krasnojarsk kraj i det Sibiriske føderale distrikt i Den Russiske Føderation. Byen har 176.735 (2024) indbyggere, hvilket gør den til en af de største byer nord for polarcirklen. Norilsk er ligesom Jakutsk bygget på permafrost.
Byen er center for minedrift af nikkel og palladium og firmaet Norilsk Nickel er verdens største leverandør af disse. Malm fra minerne bliver sendt med tog via en 100 km lang jernbanelinje til byen Dudinka ved floden Jenisej hvor malmen udskibes. Den tunge industri gør at byen lider under meget luftforurening da anseelige mængder svovloxider og nitrogenoxider bliver udledt. Den amerikanske miljøorganisation Blacksmith Institute anser Norilsk som en af de ti mest forurenede byer i verdenen. I 2015 skrev Politiken at byen var den mest forurenede by i Rusland, og den 7. mest forurenede i verden.
Norilsk har siden 2001 delvis haft status som lukket by.
Minerne omkring byen har tidligere været en del af Gulag-systemet.